# مقاطعة بينتون (آيوا)
مقاطعة بينتون (بالإنجليزية: Benton County)‏ هي إحدى مقاطعات ولاية آيوا في الولايات المتحدة الأمريكية.

## أعلام
- ديفيد هنري ميرسير